# بوشین
بوشین (به چکی: Bušín) یک منطقهٔ مسکونی در جمهوری چک است که در ناحیه شومپرک واقع شده‌است. بوشین ۸٫۵۹ کیلومتر مربع مساحت و ۴۳۵ نفر جمعیت دارد و ۳۵۵ متر بالاتر از سطح دریا واقع شده‌است.